# Briey
Briey foi uma antiga comuna do nordeste da França, situada na região de Grande Leste e no departamento de Meurthe-et-Moselle. Briey deu seu nome a uma das maiores bacias de exploração de ferro da Europa no início do século XX, a bacia de Briey, onde está situada. Em 1999, ela tinha 4858 moradores.
Em 1 de janeiro de 2017, ela foi inserida no território da nova comuna de Val de Briey.